# Фађецел (Фрумоаса)
Фађецел (рум. Făgețel) насеље је у Румунији у округу Харгита у општини Фрумоаса. Oпштина се налази на надморској висини од 1059 m.

## Становништво
Према подацима из 2002. године у насељу је живело 130 становника.

### Попис2002.
| Расподела становништва по националности 2002.‍ | Расподела становништва по националности 2002.‍ | Расподела становништва по националности 2002.‍ | Расподела становништва по националности 2002.‍ | Расподела становништва по националности 2002.‍ |
| --------------------------------------------- | --------------------------------------------- | --------------------------------------------- | --------------------------------------------- | --------------------------------------------- |
|                                               |                                               |                                               |                                               |                                               |
| Румуни                                        | Румуни                                        |                                               | 64                                            | 49,2%                                         |
| Мађари                                        | Мађари                                        |                                               | 66                                            | 50,8%                                         |